# Halo: The Flood
Halo: The Flood o Halo The Flood (en español Halo: El Flood o Halo El Flood), o simplemente The Flood (en español El Flood) es una novela de 2003 basada en el videojuego Halo: Combat Evolved escrita por William C. Dietz. Narra más detalladamente los eventos del videojuego, la novela comienza con el escape del Jefe Maestro del Pillar of Autumn de las tropas del Pacto. Cuando la nave humana se topa inesperadamente con un artefacto en forma de anillo conocido como "Halo", los humanos deberán enfrentar al Pacto y otro enemigo terrorífico escondido en el anillo. Aunque el libro sigue más o menos los mismos eventos del juego, con los diálogos idénticos, Dietz describe los acontecimientos no vistos por el protagonista, el Jefe Maestro.

## Argumento principal
Se centra en el año 2552, la Humanidad ha tenido que colonizar otros planetas debido a la sobrepoblación mundial, se ha superado la velocidad de la luz. Sin previo aviso, un conjunto de razas alienígenas conocidos como el Covenant comenzó a atacar las colonias externas; por lo cual el Pillar of Autumn desvia al Pacto del Planeta Reach y de la Tierra, encontrándose con un artefacto en forma de anillo conocido como "Halo".

## Sinopsis
La novela comienza con el oficial Sam Marcus (el responsable de despertar al Jefe Maestro de su sueño criogénico) despertando, mientras recibe la indicación de despertar a crio dos, aunque él no era crio-especialista él había verificado sistemas de crio, así que aceptó, la UNSC Pillar of Autumn llegó a una posición cercana a Halo, después de salir del desliespacio, donde ven el enorme anillo flotante desde la órbita de un gigante de gas. En el sistema hay una nave solitaria del Covenant, que descubre al Autumn, y de inmediato una flota de docenas de naves Covenant atacan al Pillar of Autumn, pero por temor a dañar el anillo con los disparos, el maestro de nave Orna 'Fulsamee da la indicación de abordar la nave humana. En el interior, mientras la tripulación se prepara para combatir, el único SPARTAN sobreviviente de Reach es despertado del sueño criogénico. El Covenant aborda la nave; teniendo depresivas opciones de defensa, el capitán de la nave, Jacob Keyes, ordena la evacuación. El Jefe Maestro es designado para sacar a la I.A. Cortana del Autumn, para que no fuera capturada por el enemigo, a causa del protocolo Cole que establece que en caso de que una I.A esté a bordo de un buque y este sea capturado deberá ser expulsada de la nave mas no destruida, Durante el abordaje del UNSC Pillar of Autumn, Zuka 'Zamamee, un Sangheili de Operaciones Especiales, fue incapacitado por una bala que recibió en el cuello por el SPARTAN John-117. Yayap y su equipo de Grunts lo encontraron vivo y lo llevaron de nuevo a las naves de abordaje para que pudiera escapar la pelea a bordo del Pillar of Autumn y vivir. (Después de que Zuka 'Zamamee se recuperara, tomó a Yayap como su asistente personal, ya que el suyo había sido asesinado a bordo del Pillar of Autumn. Yayap estaba notablemente molesto con el cambio de mando, debido a que los Elites eran conocidos por no cuidar sus propias vidas, y menos las de sus subordinados) El Jefe logra escapar en una cápsula de salvamento, junto con marines que lograron ir a la cápsula, algunos no escaparon en cápsulas de salvamento, fue el caso de los ODST a cargo de la primera teniente Melissa Mckay y el mayor Antonio Silva. Al aterrizar, el resto de los tripulantes muere por la violencia del impacto, pero el Jefe continúa vivo, y más tarde es evacuado del lugar junto con otros sobrevivientes del Autumn, entre ellos el Sargento Avery Junior Johnson. Se descubre que el capitán Keyes logró aterrizar, luego de tocar tierra, Keyes y su grupo duraron un tiempo escondiéndose y desplazándose entre las rocas para escapar de las patrullas Covenant, horas más tarde, Keyes fue traicionado por una de sus oficiales, fue capturado junto con el resto de los oficiales, y recluido en un Crucero del Covenant, el Verdad y Reconciliación. El Jefe, junto con otros Marines, rescata al Capitán Keyes, que revela que mientras estuvo preso, escuchó al enemigo hablar de que el anillo era un arma, llamado Halo, con un poder inimaginable. Después de escapar de la nave, Keyes le da la misión al Jefe Maestro de encontrar el centro de control de Halo antes que el Covenant.
Zuka 'Zamamee fue a un pequeño Consejo situado en Halo para pedir permiso para asesinar al humano armado que era extrañamente responsable de la muerte de decenas de Covenants. Su solicitud fue negada. Sin embargo, luego de un abordaje en el Verdad y Reconciliación, el Capitán Jacob Keyes fue salvado y el Jefe Maestro asesinó a cientos de guerreros Covenant. Su solicitud fue replanteada y aceptada.
El Jefe Maestro y Cortana descubren la localización del centro de control, (una isla) y con la ayuda de algunos Marines insertan a Cortana en la red de Halo. Sin embargo, Cortana descubre que Halo no es el tipo de arma que ellos pensaban. Después de descubrir la ubicación del Cuarto de Control en el Cartógrafo, el SPARTAN-117 es transportado hasta el otro lado del anillo donde esperaba llegar a la instalación Forerunner antes que el Covenant, para así usar a Halo en contra de los alienígenas, Yayap fue usado como cebo para el siguiente plan de 'Zamamee. Fue golpeado y abandonado cerca de un Ghost destruido donde las patrullas humanas lo encontrarían, con algo de comida para dar a entender que estaba solo. Fue capturado por la Primera Teniente Melissa Mckay y cuando vio al Jefe Maestro, activó un transmisor que tenía oculto para avisar a 'Zamamee. Zuka 'Zamamee y Noga 'Putumee enviaron fuerzas a la base humana. El ataque fue rechazado por los humanos, forzando a 'Zamamee a llegar una conclusión: encontrar al humano con la armadura especial o morir, 'Zamamee rescató a Yayap y le dio la orden de llevarlo hacia el humano. Yayap le mintió y le dijo a 'Zamamee que el humano había sido puesto a cargo de vigilar Banshees capturados. Cuando Yayap y 'Zamamee avanzaron a los Banshees capturados, fueron atacados por humanos. En medio de la refriega, el Rifle de Plasma de 'Zamamee se sobrecalentó y Yayap lo convenció de huir. Avanzaron hasta los Banshees y los encontraron abandonados. De hecho, el Jefe Maestro había ido de la Sala de Control a la Base Alpha, donde había sido visto por Yayap. El Jefe durmió tres horas y comió algo rápidamente, para luego ir en búsqueda del Capitán Jacob Keyes. 'Zamamee se enfureció con Yayap por mentir, y cuando le preguntó por qué le había mentido, Yayap simplemente le dijo: "Tú puedes volar uno de esos, y yo no" y apuntó su pistola de plasma a la cabeza de 'Zamamee y lo amenazó para convencerlo.
El sargento Avery Johnson, fue enviado al pantano junto a otros grupos de Marines ordenado por Keyes para tomar una base con armamento del Covenant. Al llegar no encontraron resistencia alguna y en el interior dieron con el cadáver de un Elite con el pecho abierto; en ese momento apareció Keyes, siguiendo con la búsqueda de las armas, hasta abrir una puerta que la había cerrado el Covenant. Al entrar recibieron mensajes de auxilio de los Marines afuera de la base, y luego se perdió contacto con ellos.
Johnson planeó ir en busca de los Marines hasta que escucharon un ruido de la misma habitación, surgiendo Formas de Infección Flood atacando al grupo. Los Marines empezaron a disparar pero eran superados en número, y una de estas Formas de Infección se le pegó al Sargento, pero se despegó rápidamente de él.
Avery al ver que estaba solo decidió salir de la estructura luchando contra Formas de Combate Flood con una Pistola y una Escopeta, casi sin munición alguna. Finalmente alcanzó un ascensor y pidió ser evacuado.
Cortana alarmada por lo que vio en la red de Halo, apresura al Jefe para que rescate al Capitán Keyes, que salió en busca de las armas que pensaba encontrar en Halo. El Jefe llega al pantano donde el Capitán estuvo, y la comunicación con su escuadrón fue interrumpida. El Jefe desciende por una instalación subterránea, donde observa contenedores, vidrios de contención rotos y laboratorios, además de cadáveres y sangre de las especies del Covenant. Parecía que hacía poco había ocurrido un accidente. Al llegar al nivel más profundo, el Jefe encuentra a un Marine totalmente aterrorizado, y al ver al SPARTAN, entró en pánico y se suicidó. Poco después halla a otro Marine muerto (el Soldado de Primera Clase Wallace A. Jenkins), y al revisar la grabación de su casco, observa cómo el Capitán y el resto del escuadrón fueron atacados por una especie de seres virulentos. El Jefe logra escapar de la instalación, siendo atacado por esos extraños seres que al parecer habían mutado junto con miembros muertos del Covenant. Al salir, el Jefe es interceptado por el Monitor de la instalación, 343 Guilty Spark, quien le informa que las criaturas que vio se llaman Flood, una forma de vida de características parasitarias, que eran estudiados en Halo. También le dice que Halo es un arma para destruir al Flood en caso de que escaparan de las instalaciones.
343 Guilty Spark transporta al jefe a la biblioteca, donde Spark le conduce hasta el Índice de Activación, la llave necesaria para activar Halo. Sin embargo, después de obtener el Índice de Activación de la Biblioteca infestada por el Flood, el Jefe y Spark regresan a la sala de control, donde Cortana espera para informarle al Jefe Maestro de que al disparar Halo éste no mataría al Flood, sino a su alimento: todas las formas de vida inteligente en la galaxia, para intentar matar al Flood por hambre. El Jefe intenta detener a 343 Guilty Spark de activar Halo, utilizando los reactores de fusión nuclear del Pillar of Autumn para destruir Halo. Para hacerlo, necesita los neuro-implantes del Capitán Keyes. Cortana descubre que el Capitán está vivo, capturado de nuevo en el Verdad y Reconciliación, infestado por el Flood, que se prepara para salir de Halo. El Jefe Maestro lucha contra el Covenant y el Flood para llegar a Keyes, pero cuando lo encuentra, ve que éste ya se encuentra infectado, por lo que toma sus implantes neurales y abandona la nave junto con Cortana.
Mientras el Jefe y Cortana se dirigían al Autumn, la Base Alpha es evacuada, Antonio Silva decide tomar al Verdad y Reconciliación y pilotar la nave para alejarse del anillo en el momento en que el Autumn explote. Exitosamente logran tomar la nave, pero Melissa Mckay descubre que Silva está obsesionado por su anhelo de ser promovido, por lo cual no se da cuenta de que si el Flood llegara a la Tierra por usar para escapar esa nave sin antes intentar "limpiarla" del Covenant ni del Flood, sería su condena. Jenkins (ahora como Forma de Combate Flood) convence a Mckay de que la destrucción del Flood es más importante que la promoción de Silva, y ésta corta los cables del Crucero, estrellando a la Verdad y Reconciliación en Halo y sin dejar sobrevivientes.
'Zamamee, según lo aconsejado por Yayap, finalmente viajó al lugar donde se estrelló el Pillar of Autumn, donde se hizo pasar por Huki 'Umamee, otro Sangheili que había sido asesinado, solo para evitar el castigo que le impondrían. Se quedó allí y realizó las tareas para 'Umamee hasta que el Jefe Maestro llegó a la nave con el fin de destruir el núcleo del reactor. Durante una tensa reunión, 'Zamamee se ofreció a perseguir y matar al Jefe Maestro, para gran alivio de su comandante en jefe, 'Ontomee.
En el Autumn, el Jefe Maestro es forzado a desestabilizar los reactores manualmente, mientras Spark y sus drones robóticos (Centinelas) tratan de detenerlo. Una vez que la detonación está lista, Cortana dirige al Jefe a una nave Longsword para huir del anillo.
Usando las notas informativas de Yayap, 'Zamamee hizo su último intento en matar al Spartan, era un plan para emboscar al Jefe Maestro en un ascensor. Armado con una Torreta Shade y rodeado por un grupo de Grunts, 'Zamamee casi tuvo éxito en matar al Jefe Maestro. Sin embargo, el Jefe Maestro se retiró rápidamente y Cortana desactivo el ascensor, haciendo que se cayera. El Spartan arrojó dos Granadas de Fragmentación hacia abajo en el hueco del ascensor. La explosión mató a los Grunts y tiro a 'Zamamee fuera del Shade. 'Zamamee y el ascensor luego impactaron en el fondo del pozo, rompiendo su columna vertebral y matándolo instantáneamente. Lo último que 'Zamamee vio antes de su muerte fue al Jefe Maestro.
El Jefe y Cortana logran escapar del anillo en el momento que el Autumn explota, terminando así con la amenaza del Flood. Cortana escanea el área en busca de sobrevivientes, pero no halla a ninguno. Cortana le dice al Jefe que la lucha ha terminado, pero éste le contesta: "No, yo creo que sólo estamos empezando".
Al ser destruido el anillo, Johnson sobrevivió junto a otros Marines al salir de este anillo en un Pelican. Poco después fueron encontrados por John-117

## Diferencias entre el juego y la serie
- Se agregan más personajes en el libro además de Jefe Maestro, Cortana, el Capitán Keyes y Guilty Spark ya que en el juego ellos son los únicos personajes que se mencionan.
- En el videojuego, cuando el Capitán Keyes le entrega la IA Cortana al jefe maestro, ella dice "mmm.., tu arquitectura se parece a la del Autúmn", guion que no aparece en el libro debido a que no encajaría con la trama del libro anterior, "Halo, La caída de Reach", donde Cortana ya había conocido y trabajado con el jefe en Reach, antes de que fuera destruido por el Covenant (el Pacto).
- En la misión del Flood, aparece un marine aterrorizado donde comienza a disparar a Jefe lo cual si por decisión del jugador dejar al marine o matarlo, en el libro la escena es mencionada solo que el marine se suicida.